# Pye Hastings
Julian Frederick Gordon "Pye" Hastings (* 21. ledna 1947 Tamnavoulin, Banffshire, Skotsko) je britský zpěvák, kytarista a hudební skladatel.
Byl členem skupiny The Wilde Flowers a od roku 1968 působí v kapele Caravan, ve které hraje dodnes. Spolu s bubeníkem Richardem Coughlanem je jediným stálým členem skupiny. Jeho bratrem je Jimmy Hastings.